# GSK
GlaxoSmithKline — транснаціональна медична, фармацевтична, мікробіологічна компанія, зі штаб-квартирою в Брентфорді (Великий Лондон, Сполучене Королівство). Корпорація утворена у 2000 році злиттям Glaxo Wellcome та SmithKline Beecham. Станом на 2013 року шоста фармацевтична компанія планети за доходами. Поступається Johnson & Johnson, Novartis, Hoffmann-La Roche, Pfizer та Sanofi.

## Продукція
Компанія ГлаксоСмітКляйн Фармасьютікалс (GSK) випускає медичні препарати, вакцини.
Ліки проти численних хвороб: рак, ВІЛ/СНІД, астма, інфекції, діабет, серця, ліки для травної системи, психічних розладів, тощо. Виробляє велику кількість препаратів для здоров'я Амоксил, Абакавір. 
Компанія випускає низку відомих брендів: Панадол, Солпадеїн, Зовіракс, Аквафреш, Лукозад і Нікоретт/Нікітін. 
Вакцини для дітей та дорослих для запобіганню гепатитів А та B, дифтерії, правцю, коклюшу, кору, паротиту, краснухи, поліомієліту, черевного тифу, бактеріального менінгіту та грипу. 
У 2020 році компанія спільно з компанією «Medicago Inc.» розпочала виробництво вакцини проти COVID-19 «CoVLP», розробленої на основі вірусоподібних часток, подібних до коронавірусу, вирощених на австралійській рослині Nicotiana benthamiana.
У 2020 році компанія «GlaxoSmithKline» сумісно з компанією «Sanofi» розпочали розробку ще однієї вакцини проти COVID-19, розробленої на основі рекомбінантного білка.

## ГСК в Україні
1 березня 1994 в Одесі відкрито перший офіс компанії Глаксо, в 1995 році відбулося об'єднання з офісом компанії Веллком в Києві та утворення представництва ГлаксоВеллком. Також на українському ринку була представлена група компаній СмітКляйнБічем. Внаслідок міжнародного злиття обидвох компаній, в 2001 році відкривається представництво об'єднаної компанії ГлаксоСмітКляйн в Україні з офісом в Києві. 
В 2008 році було отримано статус юридичної особи в Україні. Компанія посідає 12-е місце на ринку України. 
Після відкриття торгово-офісного центру Silver Breeze на Березняках в Києві, головний офіс в Україні перемістився туди.
Однак незважаючи на співпрацю з Україною, фармкомпанія не коментує якість незареєстрованої в Україні вакцини КПК, але «гарантує» якість і дотримання «холодового ланцюга» постачань виробленої в Бельгії для українського ринку КПК-вакцини.

## Історія
Компанія в нинішньому форматі була заснована 27 грудня 2000 року злиттям двох компаній Glaxo Wellcome та SmithKline Beecham, проте історія діяльності компаній-попередниць почалася ще XIX столітті.

### Glaxo Wellcome

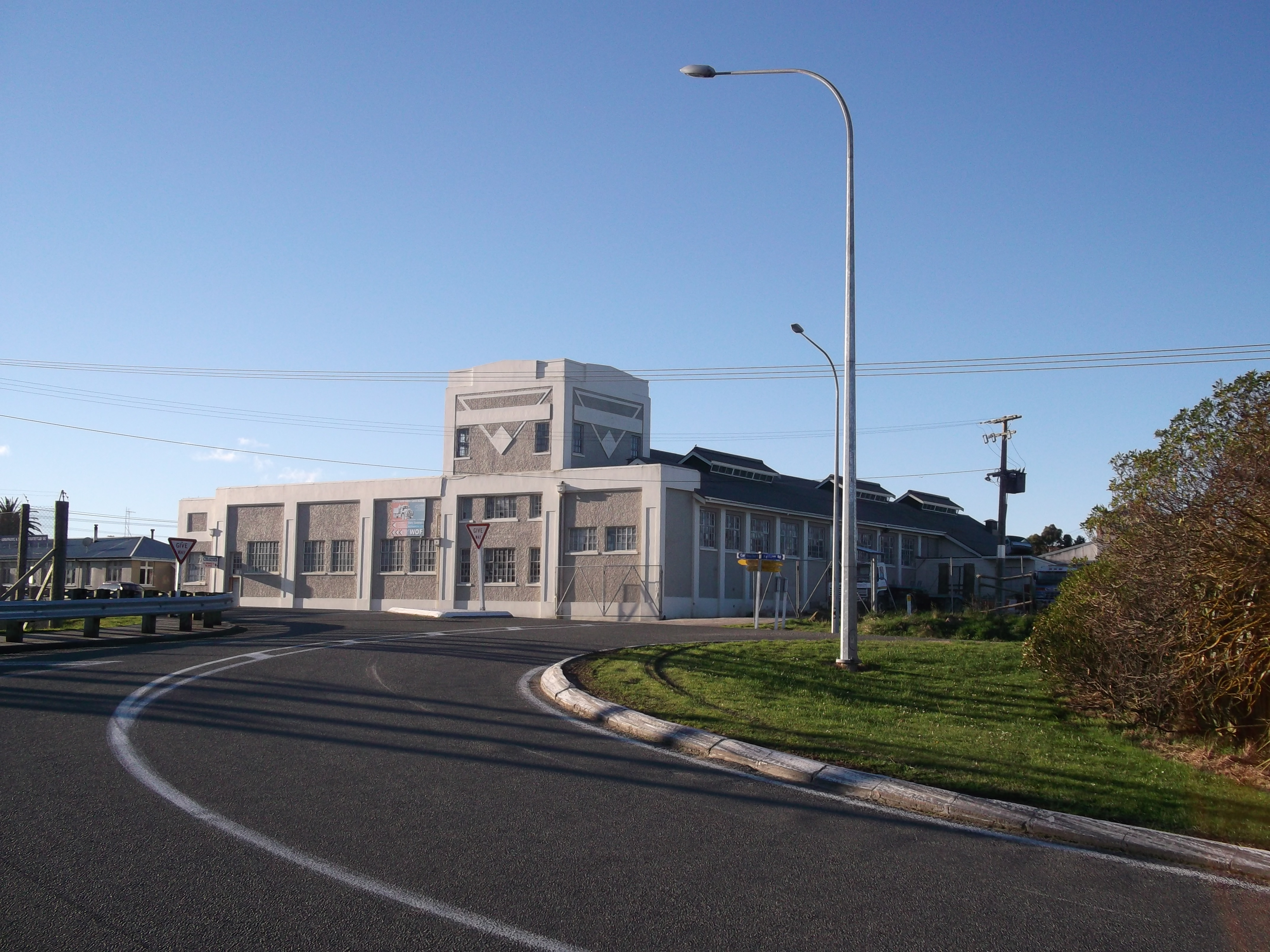
Колишня фабрика Glaxo в селищі Банніторп (NZL)

Компанія Glaxo Wellcome була заснована в Лондоні, у 1880 році американськими фармацевтами Генрі Веллком (англ. Henry Wellcome) і Сілас Бюрроу (англ. Silas Burroughs). В 1902 році було відкрито Wellcome Tropical Research Laboratories.
В 1904 було відкрито фабрику з виробництва дитячого харчування в селищі Банніторп (англ. Bunnythorpe), в регіоні Манавату-Вангануї Нової Зеландії.
В 1935 році в Лондоні було утворено новий підрозділ Glaxo Laboratories. Надалі цей підрозділ в 1947 купив компанію Joseph Nathan та в 1958 — Allen & Hanburys. Завдяки купівлі Meyer Laboratories в 1978, компанія почала відігравати значну роль на фармацевтичному ринку США.
В березні 1995 році Glaxo і Burroughs Wellcome Co об'єдналися в Glaxo Wellcome. Того ж року кількість працівників по всьому світу досягла 10 000 людей.

### SmithKline Beecham
В 1843 Томас Бііхем в Англії створив компанію Beecham Group, налагодивши випуск проносних пігулок Beecham's Pills. В 1859 було відкрито першу фабрику з швидкого випуску медичних препаратів в Сент Геленс в графстві Мерсісайд. (Фабрика була закрита 1994 та передано місцевому коледжу).
В 1830 Джон К. Сміт відкрив першу аптеку в Філадельфії (США). В 1865 Махлон Клайн долучився до бізнесу. Через десятиліття став партнером Smith, Kline & Co. В 1891 відбулося злиття з French, Richard and Company. Компанія отримала нове ім'я Smith Kline & French Laboratories та 1929 більше сфокусувалася на дослідницькій діяльності.
Через десятиліття було відкрито нову лабораторію в Філадельфії, та розпочато дослідження препаратів для здоров'я тварин. В 1963 куплено бельгійську компанію Recherche et Industrie Thérapeutiques яка фокусувалася на вакцинах. Компанія розпочала глобальну експансію, в 1969 куплено сім лабораторій в Канаді та США.
В 1982 було куплено компанію з виробництва продуктів для очей та шкіри Allergan. Після злиття з Beckman Inc., об'єднана компанія отримала назву SmithKline Beckman. В 1988 компанія купила найбільшого конкурента International Clinical Laboratories і в 1989 відбулося об'єднання з компанією Beecham в SmithKline Beecham plc. Штаб-квартиру було перенесено до Європи в Сполучене Королівство.
17 січня 2000 Glaxo Wellcome та SmithKline Beecham анонсували злиття, яке відбулося 27 грудня 2000 та була сформована компанія GlaxoSmithKline (GSK) в сучасному вигляді.
13 березня 2016 року компанія офіційно підтвердила що фактично залишила Україну без постачання вакцин, надавши Україні низький пріоритет в загальному обсязі поставок на 2016-й рік. В прес-релізі зазначено, що пріоритет був наданий чинним багаторічним контрактам з урядами різних країн та міжнародними організаціями, а також, що компанія попереджала про свої плани уряд України в 2014-2015-х роках. 